# Маростегина (Виченца)
Маростегина је насеље у Италији у округу Виченца, региону Венето.
Према процени из 2011. у насељу је живело 33 становника. Насеље се налази на надморској висини од 73 м.